# Nils Norlander
Nils Olof Norlander, född 7 mars 1947, är en svensk före detta fotbollsspelare (försvarare), som spelade i Gais mellan 1967 och 1978.
Norlander var en egen produkt som debuterade i A-laget 1967. Han var en framfusig och brytstark back med stor kämparanda, som spelade 229 matcher för klubben och gjorde 4 mål. Han utsågs till "årets makrill" 1971 (tillsammans med hela laget) och 1976.
Norlander gjorde 2 U21-landskamper för Sverige.